# فورت نیسکوالی

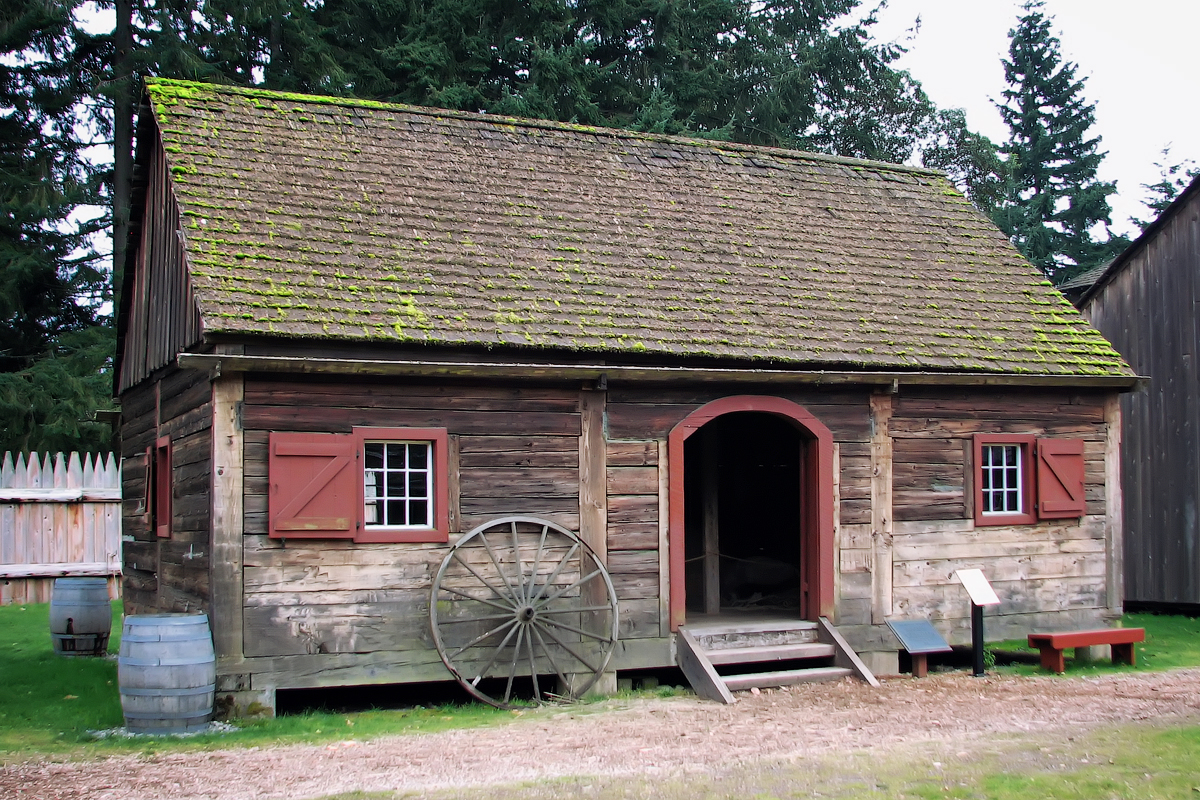
فورت نیسکوالی آمریکا

فورت نیسکوالی (به انگلیسی: Fort Nisqually) یک منطقهٔ مسکونی در ایالات متحده آمریکا است که در تاکوما، واشینگتن واقع شده‌است.